# Timothy Kitum
Timothy Kitum (Marakwet, 20 november 1994) is een Keniaanse atleet, die is gespecialiseerd in de 800 m. Hij vertegenwoordigde zijn vaderland op de Olympische Spelen van 2012 in Londen.

## Carrière
Tijdens de wereldkampioenschappen voor B-junioren van 2011 in Rijsel veroverde Kitum de bronzen medaille op de 800 m. In het volgende jaar nam de Keniaan in Istanboel deel aan de wereldindoorkampioenschappen; op dit toernooi strandde hij in de series van de 800 m. Op de wereldkampioenschappen voor junioren in Barcelona deed hij het vervolgens beter, daar sleepte hij, achter Nijel Amos uit Botswana, op de 800 m de zilveren medaille in de wacht.
Het voorlopige hoogtepunt van zijn carrière beleefde de Keniaan diezelfde zomer in Londen. Tijdens de Olympische Spelen veroverde hij, achter landgenoot David Rudisha en de Botswaan Nijel Amos, op zijn specialiteit de bronzen medaille.

## Titels
- Wereldkampioen B-junioren 800 m - 2011

## Persoonlijke records
Outdoor
| Onderdeel | Prestatie | Datum            | Plaats            |
| --------- | --------- | ---------------- | ----------------- |
| 800 m     | 1.42,53   | 9 augustus 2012  | Londen            |
| 1000 m    | 2.17,96   | 26 augustus 2012 | Dubnica nad Váhom |

Indoor
| Onderdeel | Prestatie | Datum            | Plaats |
| --------- | --------- | ---------------- | ------ |
| 600 m     | 1.16,43   | 3 februari 2013  | Moskou |
| 800 m     | 1.45,96   | 14 februari 2012 | Liévin |

## Palmares

### 800 m
Kampioenschappen
- 2011:  WK junioren B - 1.44,98
- 2012: 3e in ½ fin. WK indoor - 1.48,22
- 2012:  WJK - 1.44,56
- 2012:  OS - 1.42,53

Diamond League-podiumplekken
- 2012:  Shanghai Golden Grand Prix – 1.46,20
- 2013:  Adidas Grand Prix – 1.46,93
- 2013:  Prefontaine Classic – 1.45,16